# تردشوندگی

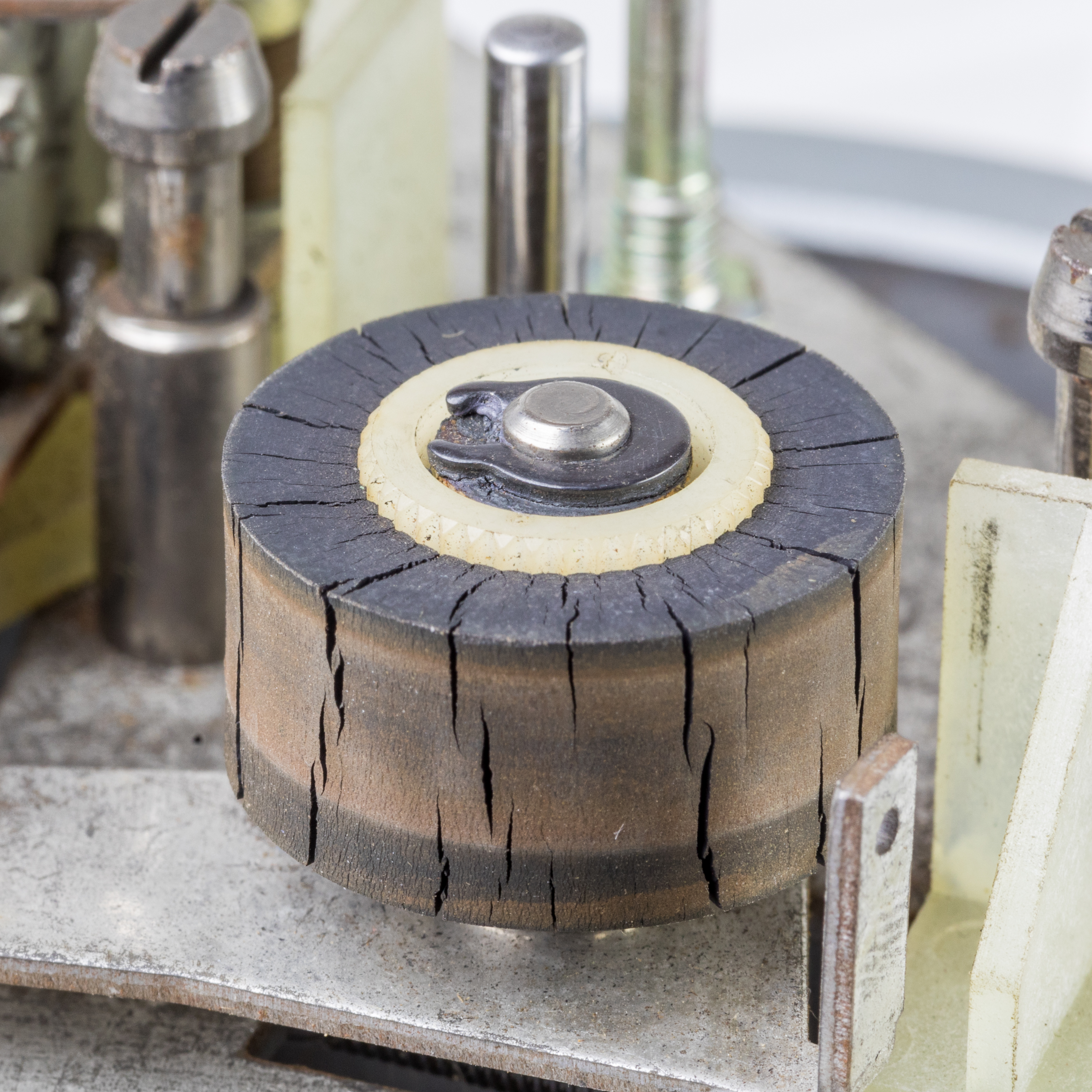
Embrittled pinch roller

تردشوندگی به کاهش قابل توجهی از شکل پذیری یک ماده می گویند که باعث شکنندگی مواد می شود. تردی برای توصیف هر پدیده ای _مانند دما یا ترکیب محیطی_ استفاده می شود که در آن محیط، عملکرد مکانیکی یک ماده تحت فشار را به خطر می اندازد. این اغلب اوقات نامطلوب است زیرا شکستگی ترد سریعتر رخ می دهد و می تواند بسیار راحت تر از شکستگی انعطاف پذیر منتشر شود و منجر به خرابی کامل تجهیزات شود. مواد مختلف مکانیسم‌های مختلف شکنندگی دارند، بنابراین می‌تواند به روش‌های مختلفی از رشد کند ترک گرفته تا کاهش شکل‌پذیری کششی و چقرمگی ظاهر شود.

## مکانیزم ها
تردی یک مکانیسم پیچیده است که به طور کامل درک نشده است. این مکانیسم ها می توانند توسط دما، تنش ها، مرزهای دانه یا ترکیب مواد هدایت شوند. با این حال، با مطالعه روند شکنندگی، می توان اقدامات پیشگیرانه ای را برای کاهش اثرات انجام داد. روش های مختلفی برای مطالعه مکانیسم ها وجود دارد. در طول تردشوندگی فلز (ME)، نرخ رشد ترک را می توان اندازه گیری کرد. از شبیه سازی های کامپیوتری نیز می توان برای مطالعه مکانیسم های تردی استفاده کرد، این برای درک تردشوندگی هیدروژن (HE) مفید است، زیرا انتشار هیدروژن از مواد، می تواند مدل شود. شکننده نقشی در شکستگی نهایی ندارد. بیشتر مسئول انتشار ترک است. ابتدا باید هسته ترک ها تشکیل شوند. بیشتر مکانیسم های تردی می توانند باعث شکستگی به صورت فرا دانه ای یا بین دانه ای شوند. در تردی فلز، تنها ترکیب خاصی از فلزات، تنش ها و دماها، تعیین کننده هستند. لازم به ذکر است این متفاوت از ترک خوردگی تنشی است که در آن تقریباً هر فلزی می تواند با توجه به محیط مناسب حساس باشد. با این حال، این مکانیسم بسیار کندتر از تردی فلز مایع (LME) است و نشان می‌دهد که فلز مایع جریان اتم‌ها را هم به سمت ترک هدایت می کند و هم آنها را از آن دور می کند. برای شکنندگی نوترون، مکانیسم اصلی برخوردهای درون ماده از محصولات جانبی شکافت است.

## شکنندگی فلزات
تردی هیدروژنی
یکی از انواع مضر تردشوندگی، که به خوبی مورد بحث قرار گرفته، تردش هیدروژنی در فلزات است. راه‌های متعددی وجود دارد که اتم‌های هیدروژن می‌توانند به فلزات نفوذ کنند، از جمله از محیط یا در طول پردازش (مثلاً آبکاری). مکانیسم دقیقی که باعث تردش هیدروژنی می‌شود هنوز مشخص نشده است، اما نظریه‌های زیادی پیشنهاد شده‌اند و هنوز در حال تایید هستند. اتم‌های هیدروژن احتمالاً به مرزهای دانه‌ای فلزات پخش می‌شوند، که مانعی برای حرکت نابجایی می‌شود و تنش را در نزدیکی اتم‌ها ایجاد می‌کند. هنگامی که فلز تحت تنش قرار می گیرد، تنش به دلیل وجود اتم های هیدروژن در نزدیکی مرزهای دانه متمرکز می شود و به شکاف اجازه می دهد تا هسته شود و در امتداد مرزهای دانه منتشر شود تا تنش ایجاد شده کاهش یابد.
راه های زیادی برای جلوگیری یا کاهش تاثیر تردش هیدروژنی در فلزات وجود دارد. یکی از روش‌های مرسوم‌تر، قرار دادن پوشش‌هایی در اطراف فلز است که به‌عنوان موانع انتشار عمل می‌کنند و از ورود هیدروژن از محیط به مواد جلوگیری می‌کنند. راه دیگر اضافه کردن تله یا جاذب در آلیاژ است که با اتم هیدروژن ترکیب دیگری را تشکیل می دهد.

### تردی در دمای ۴۷۵ درجه

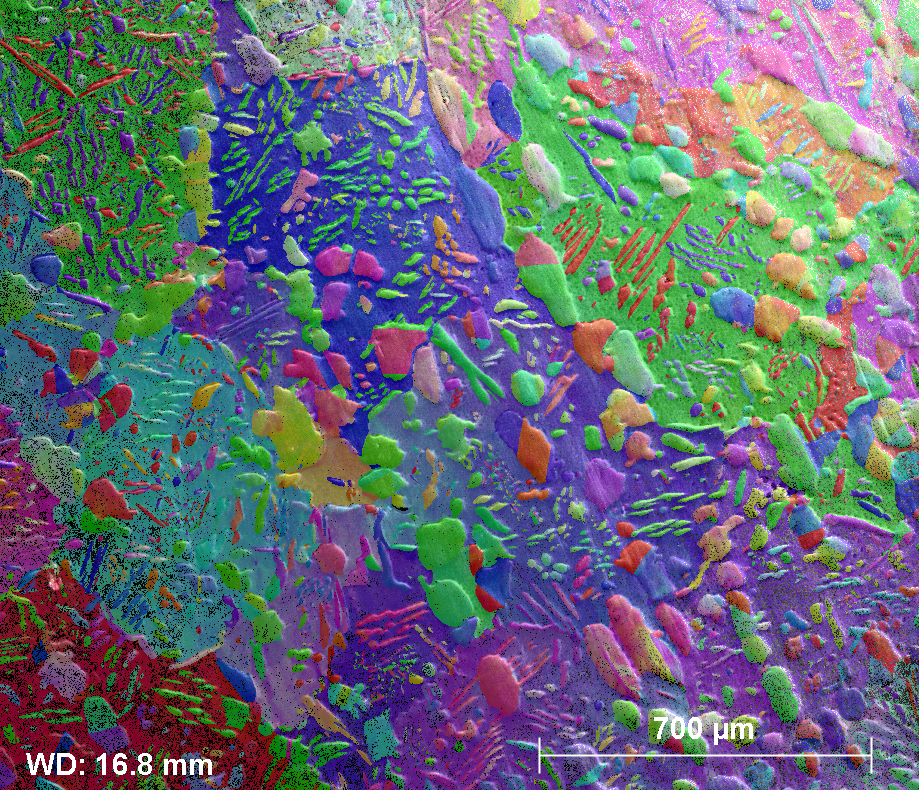
Electron backscatter diffraction map of 128hrs age hardened DSS with the ferrite phase formaing the matrix and austenite grains sporadically spread

### شکنندگی تشعشع
تردی ناشی از تشعشع که به عنوان شکنندگی نوترونی نیز شناخته می‌شود، پدیده‌ای است که بیشتر در راکتورها و نیروگاه‌های هسته‌ای مشاهده می‌شود، زیرا این مواد دائماً در معرض مقدار ثابتی از تابش هستند. هنگامی که یک نوترون به فلز تابش می کند، حفره هایی در ماده ایجاد می شود که به عنوان تورم فضای خالی شناخته می شود. اگر ماده تحت خزش باشد (در شرایط نرخ کرنش کم و دمای بالا)، حفره ها به جای خالی می پیوندند که استحکام مکانیکی قطعه کار را به خطر می اندازد.

### شکنندگی دمای پایین
در دماهای پایین، برخی از فلزات می توانند تحت یک گذار شکل پذیر و ترد قرار گیرند که باعث شکنندگی مواد می شود و می تواند منجر به شکست فاجعه بار در طول عملیات شود. این دما معمولاً دمای گذار شکل‌پذیری ـ شکنندگی یا دمای شکنندگی نامیده می شود. تحقیقات نشان داده است که شکنندگی در دمای پایین و شکستگی ترد فقط تحت این معیارهای خاص رخ می دهد:
1. استرس کافی برای ایجاد یک ترک وجود دارد.
2. تنش در ترک، بیش از یک مقدار بحرانی است که ترک را باز می کند (که به عنوان معیار گریفیث برای باز شدن ترک نیز شناخته می شود).
3. مقاومت بالا در برابر حرکت نابجایی.
4. برای اطمینان از باز شدن ترک باید مقدار کمی کشش چسبناک نابجایی وجود داشته باشد.

همه فلزات می توانند معیارهای 1، 2، 4 را برآورده کنند. با این حال، تنها BCC و برخی از فلزات HCP شرایط سوم را برآورده می کنند، زیرا دارای سد Peierl بالا و انرژی قوی برهمکنش الاستیک، نابجایی و نقص هستند. تمام فلزات FCC و اکثر فلزات HCP دارای سد Peierl کم و انرژی برهم کنش الاستیک ضعیفی هستند. پلاستیک ها و لاستیک ها نیز همین انتقال را در دماهای پایین نشان می دهند.
از لحاظ تاریخی، موارد متعددی وجود دارد که در آن افراد تجهیزات را در دمای سرد تعبیه می‌کنند که منجر به خرابی غیرمنتظره و در عین حال فاجعه‌بار می‌شود. در کلیولند در سال 1944، یک مخزن فولادی استوانه‌ای حاوی گاز طبیعی مایع به دلیل شکل‌پذیری کم آن در دمای عملیاتی پاره شد. نمونه معروف دیگر شکستگی غیرمنتظره 160 کشتی لیبرتی جنگ جهانی دوم در طول ماه های زمستان بود. شکاف در وسط کشتی ها ایجاد شد و در میان کشتی ها پخش شد و کشتی ها را به معنای واقعی کلمه از وسط نصف کرد.
| Material                | Temperature [°F] | Temperature [°C] |
| ----------------------- | ---------------- | ---------------- |
| Plastics                |                  |                  |
| ABS                     | −۲۷۰             | −۱۶۸             |
| Acetal                  | −۳۰۰             | −۱۸۴٫۴           |
| Delrin                  | -275 تا -300     | -171 تا -184     |
| Nylon                   | -275 تا -300     | -171 تا -184     |
| Polytron                | −۳۰۰             | −۱۸۴٫۴           |
| Polypropylene           | -300 تا -310     | -184 تا -190     |
| Polytetrafluoroethylene | −۲۷۵             | −۱۷۱             |
| Rubbers                 |                  |                  |
| Buna-N                  | −۲۲۵             | −۱۴۳             |
| EPDM                    | -275 تا -300     | -171 تا -184     |
| Ethylene propylene      | -275 تا -300     | -171 تا -184     |
| Hycar                   | -210 تا -275     | -134 تا -171     |
| Natural rubber          | -225 تا -275     | -143 تا -171     |
| Neoprene                | -225 تا -300     | -143 تا -184     |
| Nitrile                 | -275 تا -310     | -171 تا -190     |
| Nitrile-butadiene (ABS) | -250 تا -270     | -157 تا -168     |
| Silicone                | −۳۰۰             | −۱۸۴٫۴           |
| Urethane                | -275 تا -300     | -171 تا -184     |
| Viton                   | -275 تا -300     | -171 تا -184     |
| Metals                  |                  |                  |
| Zinc                    | −۲۰۰             | −۱۲۹             |
| Steel                   | −۱۰۰             | −۷۳              |

### انواع دیگر تردی
- ترک ناشی از خوردگی تنشی (SCC) تردی ناشی از قرار گرفتن در معرض مواد آبی و خورنده است. هم به محیط خورنده و هم به وجود تنش کششی (نه فشاری) متکی است.
- ترک خوردگی سولفیدی، تردی ناشی از جذب سولفید هیدروژن است.
- تردی جذبی ( Adsorption embrittlement) ، تردی ناشی از خیس شدن است.
- تردی فلز مذاب (LME) تردی ناشی از فلزات مایع است.
- شکنندگی ناشی از فلز (MIE) تردی ناشی از انتشار اتم های فلز، اعم از جامد یا مایع، در مواد است. به عنوان مثال، پوشش کادمیوم روی فولاد با استحکام بالا، که در ابتدا برای جلوگیری از خوردگی انجام می شد.
- جداسازی مرز دانه می تواند باعث شکستگی بین دانه ای ترد شود. در طول انجماد، مرزهای دانه با جداسازی، مخزن ناخالصی‌های آلیاژ را ایجاد می‌کنند. این تفکیک مرز دانه می تواند شبکه ای از مسیرهایی با چقرمگی کم را از طریق مواد ایجاد کند.[۸]
- مکانیسم اولیه تردی پلاستیک ها از بین رفتن تدریجی نرم کننده ها است که معمولاً به دلیل گرم شدن بیش از حد یا پیری است.
- مکانیزم تردی اولیه آسفالت توسط اکسیداسیون است که در آب و هوای گرم تر شدیدتر است. شکنندگی روسازی آسفالت (با نام مستعار ترک خوردگی کروکودیل) می تواند منجر به اشکال مختلف الگوهای ترک از جمله طولی، عرضی و بلوکی (شش ضلعی) شود. اکسیداسیون آسفالت با تخریب پلیمر مرتبط است، زیرا این مواد شباهت هایی در ترکیب شیمیایی خود دارند.

## گونه‌ها
- تردی هیدروژنی
- تردی تابش نوترون
- تردی فلز مایع